# Chiesa di Sant'Andrea Apostolo (Rodeano Alto)
La chiesa di Sant'Andrea Apostolo è la chiesa in origine campestre situata a Rodeano Alto, frazione di Rive d'Arcano, in provincia e arcidiocesi di Udine;fa parte della forania del Friuli Collinare ed è sussidiaria della parrocchiale di San Nicolò Vescovo di Rodeano Basso.

## Storia
L'attuale edificio risale al Settecento, citata nel 1789, ci furono rimaneggiamenti successivi condotti nel corso del XIX secolo.
Comunque sicuramente nei secoli precedenti era presente una chiesa omonima: un luogo detto Là del Sant Andrat è citato in un documento del 1533 e nel 1602 una via pubblica, di cui rimane un breve tratto a sinistra della chiesa attuale, è detta Lì della Strada di Sant'Andrea.
La chiesa fu lesionata dal terremoto del Friuli del 1976 e, pertanto, nel 1982 venne restaurata e consolidata.

## Esterno
La facciata neoclassica è composta da cornicione modanato e da un profondo timpano a cornici modanate e dentelli, inquadrato da paraste angolari ioniche; è tripartita nella partizione inferiore: tra due fasce intonacate sottosquadro vi sono lapidi commemorative che ricordano i caduti nelle due guerre mondiali. La fascia centrale decorata a bugne rettangolari e portale lapideo architravato su mensole, mentre nella partizione superiore è presente un'ampia finestra.